# 1995 en Palestine
Chronologie de la Palestine
- 1991
- 1992
- 1993
- 1994
- 1995
- 1996
- 1997
- 1998
- 1999

Cette page concerne les évènements survenus en 1995 en Palestine :

## Évènements
- 9 avril :  Attaque du bus de Kfar Darom (en)
- 28 septembre :  Accord intérimaire sur la Cisjordanie et la bande de Gaza (Accord d'Oslo II)
  - Dispositions environnementales des accords d'Oslo II (en)
- Accord Beilin-Abu Mazen (en)

## Sortie de film
- Le Conte des trois diamants

## Création
- École américaine de Palestine (en)
- Palestinian Airlines

## Dissolution
- Fatah Hawks